# 洋野町
洋野町（日语：／ Hirono chō */?）是位於日本岩手縣東北部的町，隸屬於九戶郡。東邊面向太平洋，而當地人口多集中在種市地區。洋野町在江戶時代為八戶藩的領地。當地以農業和水產業為主，生產香菇、菠菜等農產品。

## 地理
洋野町境內約70%的面積被山林覆蓋，10%的土地為農業用地。西北部坐落著海拔739.3公尺的階上岳，西部則是海拔705.9公尺的久慈平岳，其餘地區皆為地勢平緩的丘陵地帶。川尻川、大野川、有家川、高家川與夏井川等河皆流經町内，並在東邊注入太平洋。

### 氣候
根據統計，洋野町的年均溫約為9.3℃，年均降雨量則約1100毫米。西部的高原與東部的沿海地區在氣溫與降雨方面皆有差異。西部地區在夏季的溫度比東部地區高出4℃至5℃，冬季的降雪量則較多。而東部的海岸地區在春季至夏季容易受到挾帶涼冷潮濕空氣的東北風影響，因此濕度較高且常有濃霧發生。

## 歷史
洋野町在繩紋時代便有人類居住，境內的遺跡發掘出許多土器與石器碎片。中世紀時當地隸屬於糠部郡，並且以馬的產地而聞名。寛文4年（1664年）八戶藩從盛岡藩分離後，洋野地區變成八戶藩的領地。
明治22年（1889年）日本在當地實施町村制，並設置種市村、中野村與大野村。昭和26年（1951年）種市村改制為種市町。昭和30年（1955年）1月，輕米町的上館地區併入大野村。同年2月，中野村併入種市町。平成18年（2006年）1月，種市町與大野村合併成現今的洋野町。
2011年3月11日的東日本大震災在洋野町引發4級震度。雖然當地沒有人員傷亡，但地震引發的海嘯對當地的住宅和漁船等設施造成破壞，並在當時引發長期性的停電。

## 經濟
根據日本2015年的國勢調查統計，洋野町的就業人口中有20.1%從事第一級產業，30.2%的就業人口從事第二級產業，其餘的49.6%則從事第三級產業。當地的農業以生產稻米、塊莖類、畜產、非食用農作物等農產品為主。水產業方面，當地居民在挖掘出來的海溝裡養殖海帶、裙帶菜、海膽和鮑魚等海產。

## 行政
現任町長岡本正善於2022年1月在選舉中當選，其任期將持續至2026年1月。

## 教育
洋野町内共有7所小學校與3所中學校。根據2020年的統計，境內的小學校學生總人數為616名，中學校則共有340名學生。

## 交通
鄰近沿海地區的國道45號以南北向穿越洋野町，國道395號則穿越南部的山區地帶。與國道45號並行的八戶自動車道則在轄區內設置洋野有家交流道、洋野宿戶交流道與洋野種市交流道。鐵路方面，東日本旅客鐵道的八戶線通過境內，並設置陸中中野站、有家站、宿戶站、種市站、角之濱站等共8座車站。

## 友好城市
洋野町與以下日本行政區有簽訂友好交流協定:
| 城市   | 都道府縣 | 締結日期      |
| ------ | -------- | ------------- |
| 浦幌町 | 北海道   | 2014年7月12日 |